# Zodarion pseudoelegans
Zodarion pseudoelegans là một loài nhện trong họ Zodariidae.
Loài này thuộc chi Zodarion. Zodarion pseudoelegans được J. Denis miêu tả năm 1933.